# EuropaCorp
EuropaCorp (вимовляється Европакорпорейшн) — студія французького кіно, заснована Люком Бессоном і П'єром-Анжем Ле Погамом, яка об'єднує продуктивну діяльність, поширення відео, VoD, його продажі, продажі міжнародних прав на французьке ТБ, а також партнерських відносин і ліцензій, виробництво і видання музики, книг і реклами.

## Історія
У 1985 році Люк Бессон і П'єр-Анж Ле Погам вперше почали спільну роботу над фільмом «Підземка»; Люк Бессон виступив режисером картини. П'єр-Анж Ле Погам був тоді директором по дистрибуції компанії Gaumont.
Їх співробітництво продовжилося до 1999 році з великим фінансовим успіхом у Франції для кожного з створених фільмів, серед них: «Блакитна безодня», «Її звали Нікіта», «Леон», «П'ятий елемент», «Жанна Д' Арк». Одночасно П'єр-Анж впроваджував інноваційні методи просування продажів у Gaumont, що вперше були здійснені в фільмі «П'ятий елемент». Це найуспішніший у фінансовому відношенні французький фільм за всю історію.
У 1997 році П'єр-Анж став заступником директора компанії Gaumont. У вересні 2000 році він разом з Люком Бессоном створює EuropaCorp.
В липні 2007 році EuropaCorp успішно провела IPO на біржі Euronext.
У 2008 році проєкт EuropaCorp TV переміг на конкурсі «Вищої ради з питань телебачення і радіомовлення» (вища Рада аудіовізуальних СТР) за винахід, який допоможе розвинути Особисте Мобільне Телебачення (Télévision mobile personnelle, TMP).